# Ceriano Laghetto
Ceriano Laghetto är en ort och kommun i provinsen Monza e Brianza i regionen Lombardiet i Italien. Kommunen hade 6 572 invånare (2018).